# Uruguayische Beachhandball-Nationalmannschaft der Frauen
Die uruguayische Beachhandball-Nationalmannschaft der Frauen repräsentiert den Handball-Verband Uruguays als Auswahlmannschaft auf internationaler Ebene bei Länderspielen im Beachhandball gegen Mannschaften anderer nationaler Verbände. Vor allem auf kontinentaler Ebene hat die Mannschaft nennenswerte Erfolge erreicht und ist wenn auch bislang ohne herausragende Platzierungen zu erreichen regelmäßige Teilnehmerin an Beachhandball-Weltmeisterschaften.
Als Unterbau fungiert die Nationalmannschaft der Juniorinnen. Das männliche Pendant ist die Uruguayische Beachhandball-Nationalmannschaft der Männer.

## Geschichte

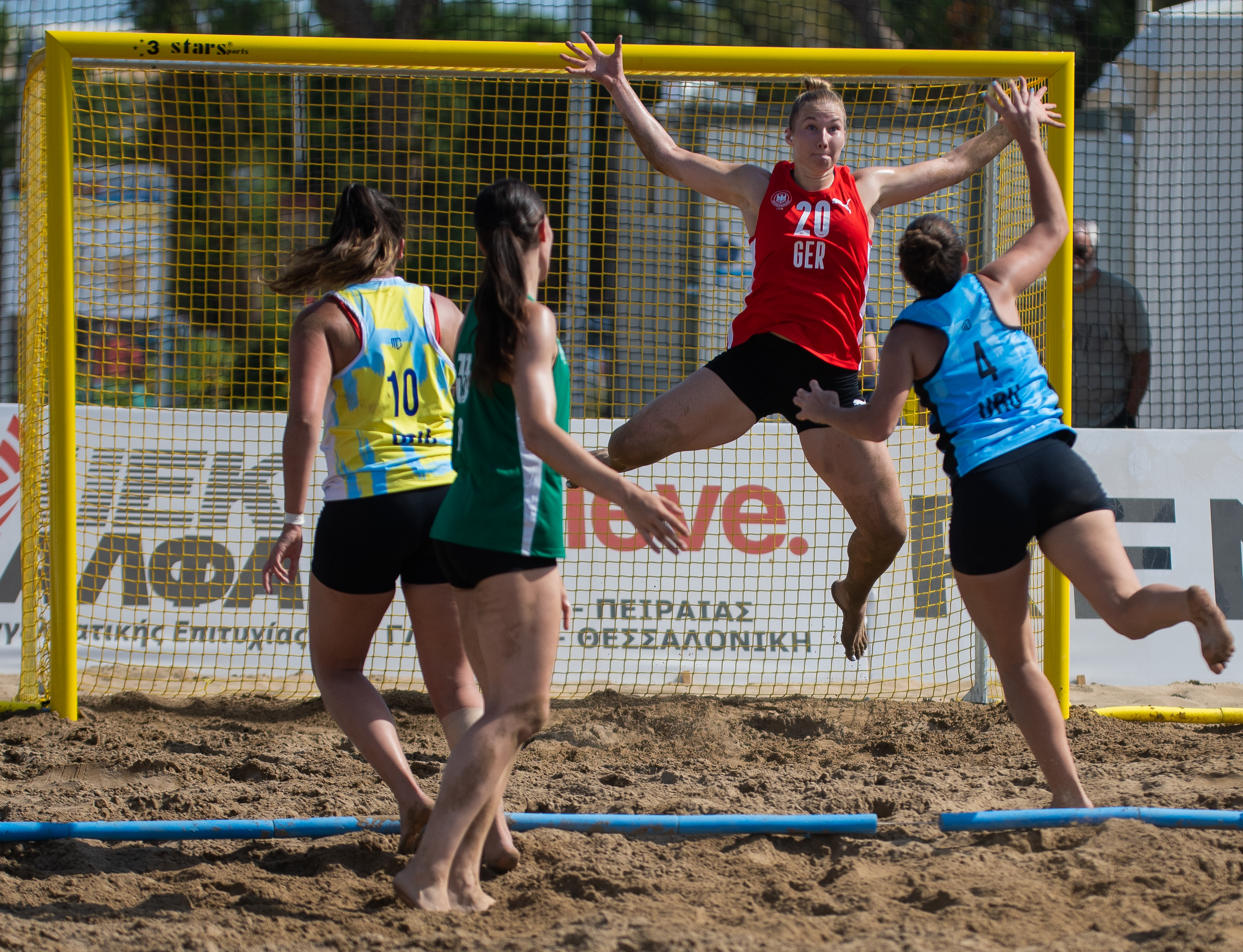
Romina Boschiero (blau) beim Torwurf auf das von Katharina Filter (rot) gehütete Tor im Spiel gegen Deutschland bei der WM 2022; Florencia Suárez (gelb) und Lucie-Marie Kretzschmar (grün) schauen zu

Die internationale Geschichte der weiblichen Nationalmannschaft Uruguays im Beachhandball begann mit einem Paukenschlag. Im heimischen Montevideo gewann das Team 2004 bei den allerersten Panamerika-Meisterschaften in der Sportart für Frauen den Titel gegen die ärgsten Konkurrenten aus Brasilien. Es war der Auftakt für eine Erfolgsgeschichte, die bis zur Trennung der Pan-American Team Handball Federation (PATHF) in die Handballkonföderation Nordamerikas und der Karibik (NACHC beziehungsweise NORCA) und die Süd- und mittelamerikanische Handballkonföderation (SCAHC beziehungsweise COSCABAL) im Frühjahr 2019. In allen weiteren Finalen der kontinentalen Meisterschaft bis einschließlich 2018 in Oceanside erreichten die Uruguayerinnen das Finale. Abgesehen von 2016 in Macuto, Venezuela, wo die Brasilianerinnen nicht teilgenommen hatten, unterlag Uruguay jedoch den auf dem Doppelkontinent lange übermächtigen Brasilianerinnen. 2016 nutzte die Mannschaft die Abwesenheit Brasiliens und gewann gegen Argentinien ihren zweiten Titel. Auch bei den South-American Beach Games 2009 konnte Uruguay das Finale gegen Brasilien erreichen und gewann die Silbermedaille bei der für die Region prestigeträchtigen Veranstaltung. 2011 verpasste die Mannschaft das einzige bis zur Trennung des Panamerikanischen Verbandes sowohl das Finale aus auch den Gewinn einer Medaille, erreichte aber das Halbfinale und unterlag im Spiel um die Bronzemedaille der Mannschaft aus Paraguay. Nach der Aufspaltung des Verbandes und der ersten Austragung der Süd- und Mittelamerikanischen Beachhandballmeisterschaften 2019 in Maricá wurde Uruguay erneut Vierte und unterlag im Spiel gegen Paraguay um die Bronzemedaille. Erst nach der längeren, durch die COVID-19-Pandemie verursachten, Pause konnte Uruguay bei der zweiten Austragung der Süd- und Mittelamerikameisterschaften 2022 in Maceió in die Erfolgsspur zurückkehren. Mittlerweile hatte Argentinien nicht nur Uruguay vom zweiten Platz im Kontinentalverband abgelöst, sondern auch Brasilien hinter sich zurückgelassen. Auch Paraguay war zu einem ebenbürtigen Gegner für die Uruguayerinnen geworden. Somit war das erneute erreichen des Spiels um die Bronzemedaille ein nennenswerter Erfolg. In dem Spiel wurde Chile bezwungen und es gelang damit zum siebten Mal die Qualifikation zu einer Weltmeisterschafts-Endrunde.
Erstmals nahm die Mannschaft Uruguays 2006 an einer WM teil und wurde Neunte. Bei den beiden nächsten Teilnehmen 2008 und 2012 gelang eine stetige Verbesserung, erst auf Rang sieben, dann auf Rang sechs. 2013 folgte die bisher einzige Teilnahme an den World Games. In Cali kamen die Frauen Uruguays auf Platz fünf. 2014 konnte die Leistung der vorherigen Weltmeisterschaften mit Platz acht in etwa gehalten werden, seitdem wurden die Platzierungen schwächer. Insbesondere 2016 konnte mit Rang elf nur der vorletzte Platz belegt werden. Danach waren die Platzierungen ähnlich, allerdings wurde auch die Zahl der Mannschaften von 12 auf 16 zur WM 2018 erhöht, womit sich die Platzierungen auch wieder etwas relativierten. 2018 wurde das Team Zehnte, 2022 Elfte.

## Teilnahmen
| World Games - 2001: keine Teilnahme - 2005: keine Teilnahme - 2009: nicht qualifiziert - 2013: 5. - 2017: nicht qualifiziert - 2022: nicht qualifiziert World Beach Games - 2019: nicht qualifiziert - 2023: | Weltmeisterschaften - 2001: abgesagt - 2004: nicht qualifiziert - 2006: 9. - 2008: 7. - 2010: nicht qualifiziert - 2012: 6. - 2014: 8. - 2016: 11. - 2018: 10. - 2020: nicht qualifiziert, abgesagt - 2022: 12. | South-American Beach Games - 2009: 2. - 2011: 4. - 2014: keine Teilnahme - 2019: keine Teilnahme - 2023: | Pan-Amerikanische Meisterschaften - 2004: 1. - 2008: 2. - 2012: 2. - 2014: 2. - 2016: 1. - 2018: 2. Süd- und Mittelamerikanische Meisterschaften - 2019: 4. - 2022: 3. |

- PAM 2004: Kader derzeit nicht bekannt

- WM 2006: Noelia Beatriz Artigas Pizzo • Paula Fernández • Mariana Alejandra Fleitas Riera • Leticia González • Valeria Andrea Kuzel Echevarra • Natasha Lachaise Atto • Ana Morales • Maria Victoria Ramos de Leon • Leticia Schinca Granero • Ana Terra[6]

- PAM 2008: Kader derzeit nicht bekannt

- WM 2008: Noelia Beatriz Artigas Pizzo • Alejandra Aida Ferrari Zaglio • Mariana Alejandra Fleitas Riera • Valeria Andrea Kuzel Echevarra • Natasha Lachaise Atto • Eliana Noel Perez Martino • Maria Victoria Ramos de Leon • Leticia Schinca Granero • Rosina Ines Seca Difilippo • Maria Noel Uriarte Radmilovich[7]

- SABG 2009: Kader derzeit nicht bekannt

- SABG 2011: Kader derzeit nicht bekannt

- PAM 2012: Kader derzeit nicht bekannt

- WM 2012: Noelia Artigas • Eliana Falco • Paula Fynn • Natasha Lachaise Atto • Fernanda Marrochi Ongay • Lucia Miranda • Maria Luciana Moreira Orrico • Maria Victoria Ramos de Leon • Leticia Schinca Granero • Rosina Ines Seca Difilippo[8]

- WG 2013: Josefina Abente • Maira Alejandra Alcaide Ramos • Sofia Cherone Marega • Natasha Lachaise Atto • Fernanda Marrochi Ongay • Maria Luciana Moreira Orrico • Maria Victoria Ramos de Leon • Leticia Schinca Granero • Florencia Suárez Aparicio[9]

- PAM 2014: Kader derzeit nicht bekannt

- WM 2014: Maira Alejandra Alcaide Ramos • Sofia Cherone Marega • Agustina Echeverriarza • Valeria Andrea Kuzel Echevarria • Natasha Lachaise Atto • Maria Luciana Moreira Orrico • Maria Victoria Ramos de Leon • Leticia Schinca Granero • Florencia Suárez Aparicio • Valeria Souza Arenas

- PAM 2016: Kader derzeit nicht bekannt

- WM 2016: Josefina Abente • Maira Alejandra Alcaide Ramos • Sofia Cherone Marega • Natasha Lachaise Atto • Fernanda Marrochi Ongay • Maria Luciana Moreira Orrico • Maria Victoria Ramos de Leon • Leticia Schinca Granero • Florencia Suárez Aparicio[10]

- PAM 2018 1: Florencia Barsamian • Camila Bianchi (TW) • Pilar Dibarboure • Valentina García • Sofía Maria Giani González • Florencia Lachaise Atto • Camila Palomeque (TW) • Maria Victoria Ramos de Leon • Florencia Suárez Aparicio[11]

- WM 2018: Camila Bianchi (TW) • Pilar Dibarboure • Mikaela Feher • María García • Sofía Giani • Florencia Lachaise Atto • Natasha Lachaise Atto • Camila Palomeque (TW) • Maria Victoria Ramos de Leon • Florencia Suárez Aparicio[12]

- SMAM 2019: Florencia Barsamian • Romina Boschiero Mari • Belen Camacho • Pilar Dibarboure • Agustina Echeverriarza • Mikaela Feher • Valentina García • Florencia Lachaise Atto • Camila Palomeque (TW) • Florencia Suárez Aparicio[13]

- SMAM 2022: Camila Bianchi (TW) • Romina Boschiero Mari • Mikaela Feher • Valentina García • Sofía Maria Giani González • Florencia Lachaise Atto • Ana Ines Iglesias Schol • Camila Palomeque (TW) • Florencia Suárez Aparicio • Sofía Suárez Gonzalez[14]

- WM 2022: Camila Pilar Bianchi Porteiro (TW) • Romina Boschiero Mari • Mikaela Feher Copes • Sofía Maria Giani González • Ana Ines Iglesias Schol • Florencia Lachaise Atto • Camila Palomeque (TW) • Guillermina Patricia Rodríguez Martinez • Florencia Suárez Aparicio • Sofía Suárez Gonzalez[15]

## Trainer
| Cheftrainer - 2006: Marisa Galván - 2008: Nicolas Abel Guerra Filippini - mindestens 2012–2019: Gonzalo Gabriel Peluffo Cestau - 2022: Maximiliano Malfatti | Co-Trainer/in - 2006–2012: Alejandro Trjo Silva - 2014: Danilo Alvaro de Agrela - 2018: Maximiliano Malfatti, Gaston Balletto - 2022: Victoria Pérez |